# Judith Olszowy-Schlanger
Judith Olszowy-Schlanger (* 1967) ist eine französische Judaistin.

## Leben
Seit 2002 ist sie Professorin für hebräische und jüdisch-arabische Manuskriptstudien an der École pratique des hautes études, eine Position, die sie im Zusammenhang mit ihrer Ernennung in Oxford weiterhin innehat. Von 2010 bis 2014 war sie auch Präsidentin der Europäischen Vereinigung für Jüdische Studien. Im März 2018 wurde sie zur nächster Präsidentin des Oxford Centre for Hebrew and Jewish Studies der University of Oxford. Sie nahm die Ernennung am 1. September 2018 an und wurde zusätzlich zum Fellow des Corpus Christi College in Oxford gewählt. Im Juli 2015 wurde sie zum korrespondierenden Mitglied der British Academy (FBA) gewählt.
Ihre Forschungsthemen sind hebräische Manuskripte, hebräische Paläographie und diplomatische, Geschichte des mittelalterlichen Sprachdenkens, Guenizah von Kairo und christliche Hebräer im Mittelalter.

## Schriften (Auswahl)
- Karaite marriage documents from the Cairo Geniza. Legal tradition and community life in mediaeval Egypt and Palestine. Leiden 1998, ISBN 90-04-10886-6.
- Les manuscrits hébreux dans l’Angleterre médiévale. Étude historique et paléographique. Paris 2003, ISBN 90-429-1323-1.
- Hebrew and hebrew-latin documents from medieval England. A diplomatic and palaeographical study. Turnhout 2015, ISBN 978-2-503-56759-4.
- als Herausgeberin mit Nicolas Hatot: Savants et croyants. Les juifs d’Europe du Nord au Moyen âge. Gand 2018, ISBN 978-94-6161-464-3.